# John W. Snow

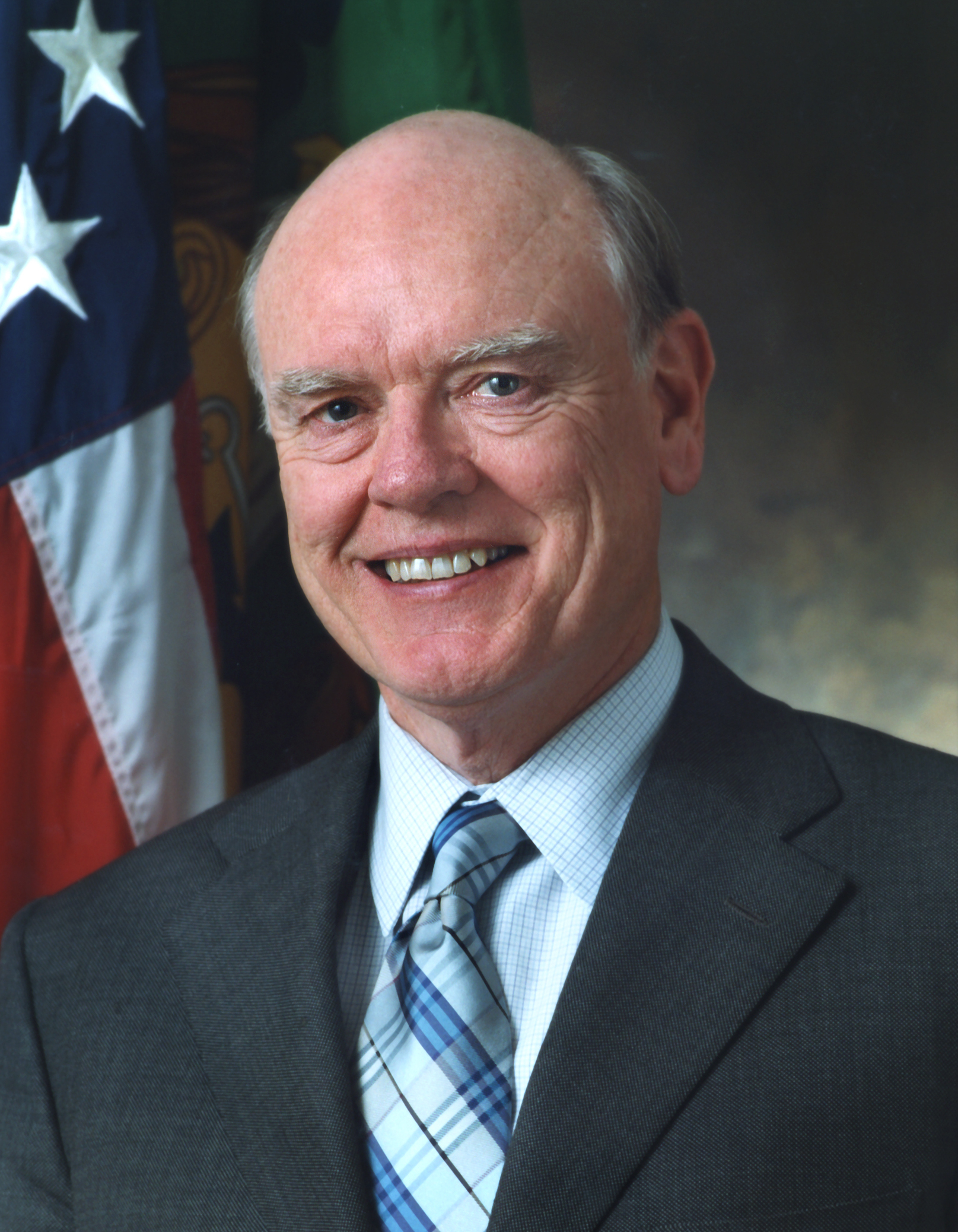
John W. Snow.

John William Snow, doctor en Filosofía y abogado, (nacido el 2 de agosto de 1939, en Toledo, Ohio) fue el septuagésimo tercero Secretario del Tesoro de los Estados Unidos tras haber reemplazado a Paul O'Neill a partir del 3 de febrero de 2003. Presentó su dimisión a George W. Bush el 30 de mayo de 2006.

## Juventud
Nacido en Toledo en 1939, Snow dio clases en la Academia Gilmour en Gates Mills, Ohio. Completó sus estudios en Colegio Kenyon (donde fue miembro de la fraternidad Delta Tau Delta) y en la Universidad de Toledo, donde estudiaría arte. Recibió el título de Doctor en Filosofía Económica en la Universidad de Virginia en 1965. Desde 1965 hasta 1967, fue profesor de Economía en la Universidad de Maryland. Completaría sus estudios de Derecho en la Universidad de Derecho George Washington en 1967 y luego trabajaría en Washington D. C., en el bufete Wheeler & Wheeler desde 1967 hasta 1972.

## Carrera pública durante el periodo Nixon-Ford
En 1972, Snow dejó Wheeler & Wheeler y comenzó a dar clases en la U. George Washington. Durante los tres años que pasó allí, también logró cargos en el gobierno: en 1972-73, como asistente en el Departamento de Transportes; en 1973-74, Asistente adjunto del Secretario de Política, Planes y Asuntos Internacionales; y en 1974-75, como asistente del secretario para asuntos gubernamentales en el Departamento de Transporte.
En 1975, Snow abandona las clases y comienza a trabajar a tiempo completo en el Dep. de Transportes. En 1976 deja su posición al ser nombrado Administrador nacional de seguridad en el tráfico ferroviario.
Con el triunfo electoral de Jimmy Carter, Snow abandono la esfera pública en 1977. Durante este periodo volvería a dar clases en la Universidad de Virginia, entre otras. A partir de esta época empieza a trabajar para empresas del sector ferroviario.

## Cargos Públicos durante su época en empresas ferroviarias
Tras colaborar activamente en la campaña de Ronald Reagan a la presidencia, Snow fue elegido vicepresidente del Consejo de Transportes de Transición. Además, Snow ocuparía diversos cargos en múltiples departamentos del gobierno.
Desde 1994 hasta 1996, fue presidente de la Mesa Redonda de Comercio, un grupo político de empresarios formado por 250 jefes ejecutivos de las mayores compañías de la nación, y tuvo un gran papel en la elaboración del Tratado de Libre Comercio de Norteamérica.

## Antiguos Cargos
Snow trabajó en el cargo de director para Bassett Furniture Industries, Inc.; Circuit City Stores, Inc.; NationsBank Corp.; Textron Inc.; USX Corporation; el Consejo de Negocios EE. UU.-Japón; y la Asociación de Ferrocarriles Americanos.
Igualmente, trabajó para la Mesa Administradora de la Universidad Johns Hopkins y para la Universidad de Virginia.
Ha sido miembro de la Mesa Redonda de Comercio; el comité ejecutivo del consejo de comercio; el Consejo de Comercio de Virginia; y el Consejo Nacional del Carbón.

## Secretario del Tesoro
Snow fue designado Secretario del Tesoro por el presidente George W. Bush el 13 de enero de 2003 y confirmado unánimemente por el Senado, a pesar de ser dirigente de USX. Dimitió en mayo de 2006.

## Vida privada
Snow vive en Richmond, Virginia con su mujer Carolyn. Tienen tres hijos y tres nietos.